# Emanuel (sastav, Velika Gorica)
Emanuel je hrvatski glazbeni sastav, koji izvodi duhovnu glazbu.
Glazbeni sastav Emanuel započeo je kao sastav župe bl. Alojzija Stepinca u Velikoj Gorici, gdje su nastupali u župnoj crkvi na misnim slavljima te na priredbama, koncertima i gostovanjima. 

## Povijest
Prvi put pojavili su se na nekom festivalu 2004. godine. Tada su na Uskrsfestu izveli pjesmu "Emanuel", čime su pobudili pozornost i gostovali na HRT-u u više navrata. Nastupili su na Uskrsfestu i sljedeće godine s pjesmom "On je moj Bog". Izvodili su i pjesmu "Venimus adorare eum" hrvatsku verziju himne svjetskog susreta mladih s papom u Kölnu. Jedno vrijeme nastupali su kao VIS Emanuel (vokalno-instrumentalni sastav), a kasnije su prerasli u band. Od travnja 2005. godine djeluju i humanitarno. Sudjelovali su u akciji za pomoć žrtvama uragana Katrina 2006. godine objavivši pjesmu "Lati ružice" na kojoj gostuju Massimo i australski gitarist Tommy Emmanuel (koji je surađivao na Gibonnijevom albumu Unca fibre (vodič za brodolomce i anđele čuvare). 
Krajem 2006. godine, objavili su svoj prvi autorski album "On je moj Bog". Na albumu je osim već spomenutih Massima i Tommy Emmanuela, gostovala i američka pjevačica Maya Azucena. Objavili su i album "Venimus adorare eum" s božićnim pjesmama. U pripremi je album "Najveći dar". Imali su brojne koncerte u Hrvatskoj i inozemstvu. Nastupali su na brojnim festivalima kršćanske duhovne glazbe te zajednički nastupali s brojnim domaćim i inozemnim sastavima suvremene kršćanske glazbe.

## Članovi
- Franciska Perković - vokal
- Domagoj Pavin - vokal, gitara
- Petar Ivkić - gitara
- Hrvoje Kolar - bas gitara
- Nikola Čubelić - bubanj

## Diskografija
- On je moj Bog (2006.)
- Venimus adorare eum (2007.)
- Najveći dar (2009.)
- Ljubav (2013.)
- Svake slave dostojan (2016.)
- Sve činim novo (2018.)

## Vanjske poveznice
- Službeni kanal Emanuela, YouTube
- Emanuel-live